# Симонок, Владимир Поликарпович
Влади́мир Полика́рпович Симоно́к (1912, Городнянский район — 26 марта 1942, Крым, Крымская АССР) — лейтенант Рабоче-крестьянской Красной Армии, участник Великой Отечественной войны, Герой Советского Союза (1942).

## Биография
Родился в 1912 году в селе Кусеи (ныне — Городнянский район Черниговской области Украины). После окончания начальной школы работал в колхозе. В 1930—1933 годах проходил службу в Рабоче-крестьянской Красной Армии.
В 1940 году был призван в армию повторно. Окончил курсы младших лейтенантов. С начала Великой Отечественной войны — в действующей армии, воевал командиром миномётной роты 31-го стрелкового полка 25-й стрелковой дивизии Приморской армии. Отличился во время обороны Одессы.
23 июля — 16 августа 1941 года его рота неоднократно отражала ожесточённые немецкие контратаки. В критические моменты боёв многократно поднимал бойцов в атаки, сражался врукопашную. Противнику так и не удалось прорваться на участке его роты, она отошла лишь по приказу командования из-за угрозы окружения. Во время эвакуации советских частей из Одессы в Крым силами своей роты осуществлял прикрытие погрузки на корабли.
Указом Президиума Верховного Совета СССР от 10 февраля 1942 года за «образцовое выполнение боевых заданий командования на фронте борьбы с немецкими захватчиками и проявленные при этом отвагу и геройство» младший лейтенант Владимир Симонок был удостоен звания Героя Советского Союза с вручением ордена Ленина и медали «Золотая Звезда» за номером 624.
26 марта 1942 года погиб при обороне Севастополя. Похоронен на Аллее Славы в Одессе.
Был награждён двумя орденами Ленина.
В его честь названы улицы в Севастополе и его родном селе, речное судно, школа-интернат в Севастополе.